# Pavetta elmeri
Pavetta elmeri är en måreväxtart som beskrevs av Elmer Drew Merrill. Pavetta elmeri ingår i släktet Pavetta och familjen måreväxter. Inga underarter finns listade i Catalogue of Life.